# EyeToy

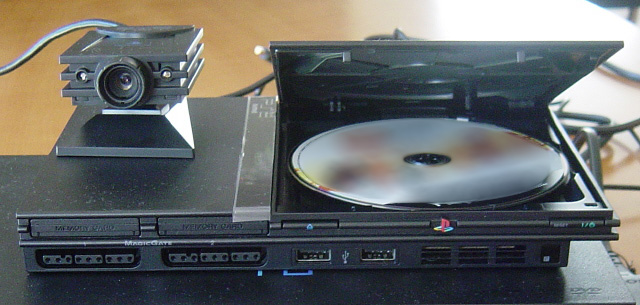
Een EyeToy boven op een PlayStation 2

De EyeToy is een aansluitbare digitale kleurencamera, vergelijkbaar met een webcam, voor de PlayStation 2 en de PlayStation Portable. Deze technologie laat de speler zelf in het spel meespelen.
De camera is ontworpen door Logitech, alhoewel latere versies door Nam Tai zijn gecreëerd.

## EyeToy
De EyeToy kan met een USB 2.0 connectie worden aangesloten. Hij werkt met een stroom van 50 mA en is 173 gram zwaar. De afmetingen zijn 44mm × 53mm × 89mm en de kabel is 2m lang.

## Geschiedenis
De EyeToy is oorspronkelijk een idee van Dr. Richard Marks, die een webcam wilde combineren met een PS2. Het idee was niet nieuw, de Game Boy Camera was er al eerder voor de Game Boy, net als de DreamEye voor de Dreamcast verkrijgbaar is.

## Spellen voor de EyeToy

### 2003
- EyeToy: Play
- EyeToy: Groove

### 2004
- EyeToy: Antigrav
- Sega SuperStars
- U Move Super Sports
- EyeToy: Chat - a videophone system for use with the network adaptor
- EyeToy: Play 2
- Disney Move
- Nicktoons Movin'

### 2005
- EyeToy: Monkey Mania
- EyeToy: Kinetic
- EyeToy: EduKids
- EyeToy: Play 3
- EyeToy: Operation Spy
- Clumsy Shumsy (Phoenix Games Ltd. [UK/NL])

### 2006
- Rhythmic Star
- Eye toy Sports

### 2008
- EyeToy Play Pom pom party